# Pablo Caliéro
 Pablo Caliéro, né Paul Chalier à Brassac-les-Mines dans le Puy-de-Dôme le 20 décembre 1910 et mort à Clermont-Ferrand le 13 février 2002, est un musicien et compositeur français. Il est l'auteur des plus célèbres morceaux de tango français.
Une rue porte son nom à Clermont-Ferrand.